# Lorenzo Gasperoni
Lorenzo Gasperoni (* 3. Januar 1990) ist ein san-marinesischer Fußballspieler.

## Karriere
Gasperoni bestritt zwölf Spiele für die U-21 San Marinos, sein Debüt für die erste Auswahl machte er am 11. Oktober 2013 gegen die Moldau, San Marino verlor das Spiel mit 0:3.